# Fun & Serious Game Festival
Fun & Serious Game Festival ist ein Festival für Videospiele, das seit seiner Gründung 2011 jedes Jahr zwischen Ende November und Anfang Dezember in der spanischen Stadt Bilbao stattfindet. Ziel ist die Anerkennung der kulturellen Bedeutung von Videospielen. Zu diesem Zweck werden verschiedene Freizeit- und weiterbildende Aktivitäten angeboten, so die VIT Talks und die Fun & Serious Preise.
Das Fun & Serious Game Festival wird von der Baskischen Regionalregierung – SPRI, der Stadt Bilbao und dem Provinzrat von Vizcaya getragen. Ein weiterer Sponsor ist die Zeitung El Correo. Zu den strategischen Stützen der Veranstaltung gehören ebenso erste Marken des Sektors wie Microsoft, PlayStation und Ubisoft. Des Weiteren arbeitet die Spanische Vereinigung für Videospiele (AEVI) am Festival mit.
Abschluss des Events ist die Gala der Titanium-Preise für die besten Spiele des Jahres. Der Titanium Preis wurde 2015 zum ersten Mal anlässlich des Festivals vergeben. Name und Design des Preises wurden dem Metall Titanium nachempfunden, das die Verwandlung der Stadt Bilbao repräsentiert. 2016 nahmen insgesamt 25.000 Personen teil.
Anlässlich der achten Veranstaltung im Jahre 2018 wurde das Festival in das Bilbao Exhibition Centre von Baracaldo umgesiedelt, um ein größeres Forum aufnehmen zu können.
Vom 6. bis 9. Dezember 2019 wird die IX. Ausgabe stattfinden, bei der Yōko Shimomura den Titanium Preis für ihren Beitrag zur Welt der Musik der Videospiele erhalten wird. Außerdem wird die Komponistin im Rahmen der VIT Talks einen Vortrag halten.

## Preise

### 2011
Die erste Gala der Titanium-Preise fand am 8. November 2011 im Campos-Elíseos-Theater von Bilbao statt und wurde von Patricia Conde und Alex Odogherty moderiert
| Kategorie                           | Gewinner                       |
| ----------------------------------- | ------------------------------ |
| Spiel des Jahres (europäisch)       | Battlefield 3                  |
| Spiel des Jahres (nicht europäisch) | Uncharted 3: Drake’s Deception |

### 2012
| Kategorie        | Gewinner |
| ---------------- | -------- |
| Spiel des Jahres | Halo 4   |

### 2013
| Kategorie        | Gewinner |
| ---------------- | -------- |
| Spiel des Jahres | GTA V    |

### 2014
| Kategorie        | Gewinner                     |
| ---------------- | ---------------------------- |
| Spiel des Jahres | Mittelerde: Mordors Schatten |

### 2015
| Kategorie        | Gewinner              |
| ---------------- | --------------------- |
| Bizkaia-Preis    | Alexey Pajitnov       |
| Vanguardia-Preis | Tim Schafer           |
| Ehrenpreis       | James Armstrong       |
| Spiel des Jahres | The Witcher:Wild Hunt |

### 2016
Die Gala fand im Guggenheim-Museum von Bilbao statt und wurde von der Schauspielerin Itziar Atienza und dem Journalisten Toni Garrido moderiert. Die Preise wurden von Ed Vaizey, dem Basketballspieler Alex Mumbrú und dem Komiker Hovik Keuchkerian übergeben
| Kategorie         | Gewinner                   |
| ----------------- | -------------------------- |
| Bizkaia-Preis     | Yuji Naka                  |
| Vanguardia-Preis☢ | Harvey Smith               |
| Ehrenpreis        | Warren Spector             |
| Spiel des Jahres  | Uncharted 4: A Thief’s End |

### 2017
Die Gala fand im Guggenheim-Museum von Bilbao statt und wurde von dem Journalisten Iñaki López und der Schauspielerin Itziar Atienza moderiert.
| Kategorie        | Gewinner                                |
| ---------------- | --------------------------------------- |
| Bizkaia-Preis    | John Romero                             |
| Ehrenpreis       | Jordan Mechner                          |
| Vanguardia-Preis | Jeff Kaplan                             |
| Spiel des Jahres | The Legends of Zelda:Breath of the Wild |

### 2018
| Kategorie        | Gewinner              |
| ---------------- | --------------------- |
| Bizkaia-Preis    | Fumito Ueda           |
| Ehrenpreis       | Brenda Romero         |
| Pionierpreis     | Jade Raymond          |
| Spiel des Jahres | Red Dead Redemption 2 |

### 2019
| Kategorie        | Gewinner                     |
| ---------------- | ---------------------------- |
| Bizkaia-Preis    | Tim Willits                  |
| Vanguardia-Preis | Bruce Straley                |
| Spiel des Jahres | Star Wars Jedi: Fallen Order |
| Ehrenpreis       | Greg Street                  |
| Pionierpreis     | Yōko Shimomura               |